# Прокофьева, Елена Геннадьевна
Елена Геннадьевна Прокофьева (2 августа 1994, Москва) — российская спортсменка (синхронное плавание), олимпийская чемпионка 2016 года в группе, 6-кратная чемпионка мира, заслуженный мастер спорта России.

## Спортивная карьера
На домашней Универсиаде 2013 в Казани стала чемпионкой в группе и в комбинации.
На чемпионатах мира 2013 и 2015 годов выиграла 6 золотых медалей в составе группы и в комбинации.
На Олимпиаде 2016 в Рио-де-Жанейро стала олимпийской чемпионкой в группе.

## Награды
- Заслуженный мастер спорта России (31 декабря 2013 года)[2].
- Почётная грамота Президента Российской Федерации (19 июля 2013 года) — за высокие спортивные достижения на XXVII Всемирной летней универсиаде 2013 года в городе Казани[3].
- Орден Дружбы (25 августа 2016 года) — за высокие спортивные достижения на Играх XXXI Олимпиады 2016 года в городе Рио-де-Жанейро (Бразилия), проявленные волю к победе и целеутремленность[4].